# Перша битва біля Сульшела
Перша битва біля Сульшела — перша з двох битв біля острова Сульшел, що в сучасному Мере-ог-Ромсдал, перша спроба підпорядкування Вестланну.

## Перебіг подій
Єдині згадки про битву містить «Сага про Гаральда Прекрасноволосого» ісландського скальда Сноррі Стурлусона. Автор наводить лише деякі передумови і результат, ігноруючи прямий перебіг бойових дій, втім, як і всюди.
Після підкорення Тренделагу єдиним незалежним регіоном залишався Вестланн, зокрема Нордмьор і Раумсдаль, де правили конунги Гунтьольв і Ноккві відповідно. Вони і вирішили чинити спротив, бачачи долю сусідів і не бажаючи подібної для себе.
Гаральд вже рухався південніше Тронгейму у той час як захисники почули про його наближення. Вони вирішили зустріти його біля острову Сульшел, де і відбулася морська битва. Обидва ворожих Гаральду конунга загинули, проте син одного з них — Сьолві — вижив. Згодом він став піратським конунгом і завдавав неабияких збитків прибережним володінням Гаральда і через 30 років вбив його сина, Ґутторма Гаральдсона, біля витоків річки Ґаут.

## Легенди
Згідно з легендою на фермі, що на острові, невелика скеля, що виступає на північ від тамтешнього будинку, називається «Королівський берег» (норв. Kongsvollen). Легенда свідчить, що саме тут Гаральд Прекрасноволосий розмовляв зі своїми людьми перед битвою. Гаральд був на тому ж місці через багато років, щоб розібратися у справах. Не варто випускати з уваги той факт, що саме тут, після об’єднання, він підстригся, вже будучи королем Норвегії.